# Ici Hérault
Ici Hérault, anciennement France Bleu Hérault, est l'une des stations de radio généralistes du réseau Ici de Radio France. Elle dessert le département de l'Hérault et peut également être reçue dans une partie des départements du Gard, de l'Aveyron, du Tarn et de l'Aude.

## Historique
Montpellier Languedoc-PTT commence ses émissions en 1927. La programmation régulière de la station ne débutera qu'en 1929. Elle est incorporée en juin 1940 à la Radio nationale de Vichy.
À la Libération, elle reprend ses émissions et dépendra successivement de la RDF en 1945, de la RTF en 1949, de l'ORTF en 1964 et de FR3 dès 1975.
En vertu de la loi du 29 juillet 1982 sur la communication audiovisuelle, les radios régionales passent de la tutelle de FR3 à celle de Radio France le 1er janvier 1983. De ce fait, FR3 Montpellier-Languedoc devient Radio France Languedoc-Roussillon.
Le 24 novembre 1984, Radio France Hérault est créée, succédant à Radio France Languedoc-Roussillon.
Le 4 septembre 2000, à la suite de la création de France Bleu, la station est renommée France Bleu Hérault.
Depuis le 13 février 2023, du lundi au vendredi, de 7 h à 9 h, France Bleu Hérault est diffusée aussi en direct sur France 3 Languedoc.

## Siège local
Le siège local principal est situé au 474, allée Henri II de Montmorency à Montpellier.

## Personnels

### Direction locale
- Directrice : Anne-Marie Amoros[5],[6]
- Rédacteur en chef : Élisabeth Badinier[6]
- Responsable des programmes : Philippe Moity[6]
- Responsable technique : Aubert Naturel[6]